# Kibana
Kibana（キバナ）は、Elasticsearch用データ可視化ダッシュボードソフトウェアである。

## 歴史
Elasticsearchクラスタにインデックスされたコンテンツの上に、可視化機能を提供する。ユーザーは、大量のデータの上に棒グラフ、折れ線グラフ、散布図、円グラフ、地図を作成することが可能。また、KibanaはCanvasと呼ばれるプレゼンテーションツールも提供しており、ユーザーはElasticsearchから直接ライブデータを取り込んだスライドデッキを作成することもできる。
Elasticsearch、Logstash、Kibanaの組み合わせは「Elastic Stack」（旧「ELK stack」）と呼ばれ、製品またはサービスとして提供されている。Logstashはストレージと検索のためにElasticsearchに入力ストリームを提供し、Kibanaはダッシュボードなどの可視化のためにデータにアクセスする。
2019年12月、Kibana Lensを発表。
2021年5月、OpenSearchがOpenSearch Dashboardsのベータ版をリリース。KibanaのApacheライセンス下におけるフォークプロジェクトで、現在はAmazon Web Servicesがスポンサーとなっている。